# Gävle centralstation
Gävle centralstation – stacja kolejowa w Gävle, w regionie Gävleborg, w Szwecji.
Dworzec obsługuje pociągi pasażerskie. Budynek stacji, jeden z największych w regionie, został zaprojektowany dla kolei Gävle-Dala przez architekta Mårtena Alberta Spieringa i został zbudowany w latach 1876-1877 w zastępstwo dworca Gävle Norra, który obecnie znajduje się w dzielnicy Alderholmen. Dworzec Centralny został przebudowany w 1900-1901 roku pod kierunkiem architekta Sigge Cronstedta.